# Isländischer Fußballpokal der Männer 2025
Der isländische Fußballpokal 2025 ist die 66. Austragung des isländischen Pokalwettbewerbs der Männer. Titelverteidiger ist KA Akureyri. Der Sieger qualifiziert sich für die 1. Qualifikationsrunde der Europa Conference League 2025/26.

## Modus
Alle Begegnungen werden in einem Spiel ausgetragen. In der ersten Runde nahmen Vereine ab der dritten Liga abwärts teil. Die Vereine der zweiten Liga stiegen in der 2. Runde ein, die Erstligisten in der dritten Runde. Bei unentschiedenem Ausgang wird das Spiel zunächst verlängert und gegebenenfalls durch Elfmeterschießen entschieden.

## 1. Runde
Teilnehmer: 47 Vereine aus der 2. deild karla abwärts und Völsungur Húsavík aus der 1. deild karla.
| Datum      |                         | Ergebnis  |                             |
| ---------- | ----------------------- | --------- | --------------------------- |
| 28.03.2025 | B 108 RKV               | 8:0       | Afríka Reykjavík            |
| 28.03.2025 | Léttir Reykjavík        | 1:2       | Kría Seltjarnarnes          |
| 28.03.2025 | Vængir Júpiters         | 1:2       | KÁ Ásvellir                 |
| 28.03.2025 | Úlfarnir Reykjavík      | 3:0       | UMF Stokkseyri              |
| 28.03.2025 | KF Kópavogur            | 1:5       | Elliði Reykjavík            |
| 28.03.2025 | Skautafélag Reykjavíkur | 2:3       | KF Rangæinga                |
| 28.03.2025 | Árborg Selfoss          | 0:4       | Augnablik Kópavogur         |
| 28.03.2025 | Ýmir Kópavogur          | 3:4       | Hafnir Keflavík             |
| 29.03.2025 | Ægir þorlákshöfn        | 2:3 n. V. | KF Vesturbæjar              |
| 29.03.2025 | Spyrnir Egilsstaðir     | 5:0       | Neisti Djúpivogur           |
| 29.03.2025 | ÍH Hafnarfjörður        | 4:1       | KH Hlíðarendi               |
| 29.03.2025 | Smári Kópavogur         | 4:0       | Fálkar Reykjavík            |
| 29.03.2025 | KS Fjallabyggðar        | 3:5       | UMF Tindastóll              |
| 29.03.2025 | Kári Akranes            | 7:1       | ÍF Framherjar               |
| 29.03.2025 | Víðir Garði             | 2:0       | Hörður Isafjörður           |
| 29.03.2025 | KFG Garðabær            | 2:3       | Reynir Sandgerði            |
| 29.03.2025 | UMF Einherji            | 0:2       | UMF Sindri Höfn             |
| 29.03.2025 | ÍB Uppsveitir           | 0:6       | Hvíti riddarinn Mosfellsbær |
| 29.03.2025 | FC Árbær                | 4:1       | þorlákur FC                 |
| 30.03.2025 | Hamar Hveragerði        | 1:3 n. V. | UMF Skallagrímur            |
| 30.03.2025 | Magni Grenivík          | 4:2 n. V. | UMF Kormákur/Hvöt           |
| 30.03.2025 | Álafoss Mosfellsbær     | 3:4       | RB Keflavík                 |
| 30.03.2025 | UMF Álftanes            | 0:3       | Haukar Hafnarfjörður        |
| 01.04.2025 | Völsungur Húsavík       | 4:2       | KS Dalvík/Reynir            |
|            | ÍF Grótta               | Freilos   |                             |
|            | ÍF Höttur/Huginn        | Freilos   |                             |
|            | KF Austfjarða           | Freilos   |                             |
|            | Þróttur Vogum           | Freilos   |                             |
|            | UMF Víkingur            | Freilos   |                             |

## 2. Runde
Teilnehmer: Die 24 Sieger der 1. Runde, die fünf Vereine mit Freilos in der 1. Runde, sowie die elf verbliebenen Zweitligisten.
| Datum      |                     | Ergebnis              |                             |
| ---------- | ------------------- | --------------------- | --------------------------- |
| 03.04.2025 | Elliði Reykjavík    | 1:3                   | Haukar Hafnarfjörður        |
| 03.04.2025 | HK Kópavogur        | 4:0                   | Hvíti riddarinn Mosfellsbær |
| 03.04.2025 | Þór Akureyri        | 7:0                   | Magni Grenivík              |
| 04.04.2025 | Reynir Sandgerði    | 0:5                   | UMF Grindavík               |
| 04.04.2025 | Kári Akranes        | 8:1                   | FC Árbær                    |
| 05.04.2025 | KÁ Ásvellir         | 3:2 n. V.             | KF Rangæinga                |
| 05.04.2025 | KF Austfjarða       | 3:0                   | Spyrnir Egilsstaðir         |
| 05.04.2025 | KF Vesturbæjar      | 1:6                   | Fylkir Reykjavík            |
| 05.04.2025 | Þróttur Reykjavík   | 7:0                   | Hafnir Keflavík             |
| 05.04.2025 | UMF Skallagrímur    | 1:1 n. V. (3:5 i. E.) | Úlfarnir Reykjavík          |
| 06.04.2025 | ÍF Höttur/Huginn    | 1:0                   | UMF Sindri Höfn             |
| 06.04.2025 | Keflavík ÍF         | 6:0                   | Þróttur Vogum               |
| 06.04.2025 | Leiknir Reykjavík   | 5:0                   | Kría Seltjarnarnes          |
| 09.04.2025 | UMF Víkingur        | 5:1                   | Smári Kópavogur             |
| 10.04.2025 | ÍH Hafnarfjörður    | 2:5                   | UMF Selfoss                 |
| 11.04.2025 | UMF Njarðvík        | 5:0                   | B 108 RKV                   |
| 11.04.2025 | ÍF Grótta           | 2:1                   | Víðir Garði                 |
| 11.04.2025 | Augnablik Kópavogur | 0:5                   | ÍR Reykjavík                |
| 12.04.2025 | UMF Tindastóll      | 1:1 n. V. (6:7 i. E.) | Völsungur Húsavík           |
| 14.04.2025 | RB Keflavík         | 0:4                   | Fjölnir Reykjavík           |

## 3. Runde
Teilnehmer: Die 20 Sieger der 2. Runde und die 12 Mannschaften der Besta deild 2025.
| Datum      |                      | Ergebnis              |                      |
| ---------- | -------------------- | --------------------- | -------------------- |
| 17.04.2025 | UMF Afturelding      | 5:0                   | ÍF Höttur/Huginn     |
| 17.04.2025 | Kári Akranes         | 2:1                   | Fylkir Reykjavík     |
| 17.04.2025 | Keflavík ÍF          | 1:0                   | Leiknir Reykjavík    |
| 17.04.2025 | UMF Víkingur         | 7:1                   | Úlfarnir Reykjavík   |
| 17.04.2025 | ÍBV Vestmannaeyjar   | 3:0                   | Víkingur Reykjavík   |
| 18.04.2025 | ÍF Grótta            | 1:4                   | ÍA Akranes           |
| 18.04.2025 | UMF Selfoss          | 4:0                   | Haukar Hafnarfjörður |
| 18.04.2025 | Völsungur Húsavík    | 2:3 n. V.             | Þróttur Reykjavík    |
| 18.04.2025 | Breiðablik Kópavogur | 5:0                   | Fjölnir Reykjavík    |
| 18.04.2025 | UMF Stjarnan         | 5:3 n. V.             | UMF Njarðvík         |
| 18.04.2025 | ÍF Vestri            | 3:3 n. V. (5:4 i. E.) | HK Kópavogur         |
| 18.04.2025 | KA Akureyri          | 4:0                   | KF Austfjarða        |
| 19.04.2025 | UMF Grindavík        | 1:3                   | Valur Reykjavík      |
| 19.04.2025 | KR Reykjavík         | 11:00                 | KÁ Ásvellir          |
| 19.04.2025 | Þór Akureyri         | 3:1                   | ÍR Reykjavík         |
| 19.04.2025 | Fram Reykjavík       | 1:0                   | FH Hafnarfjörður     |

## Achtelfinale
| Datum      |                      | Ergebnis              |                    |
| ---------- | -------------------- | --------------------- | ------------------ |
| 13.05.2025 | UMF Selfoss          | 1:4                   | Þór Akureyri       |
| 14.05.2025 | ÍA Akranes           | 0:1                   | UMF Afturelding    |
| 14.05.2025 | Keflavík ÍF          | 5:2                   | UMF Víkingur       |
| 14.05.2025 | KR Reykjavík         | 2:4                   | ÍBV Vestmannaeyjar |
| 14.05.2025 | Valur Reykjavík      | 2:1                   | Þróttur Reykjavík  |
| 14.05.2025 | Kári Akranes         | 2:2 n. V. (1:4 i. E.) | UMF Stjarnan       |
| 15.05.2025 | KA Akureyri          | 2:4                   | Fram Reykjavík     |
| 15.05.2025 | Breiðablik Kópavogur | 1:2                   | ÍF Vestri          |

## Viertelfinale
| Datum      |                    | Ergebnis |                 |
| ---------- | ------------------ | -------- | --------------- |
| 18.06.2025 | ÍF Vestri          | 2:0      | Þór Akureyri    |
| 18.06.2025 | UMF Stjarnan       | 4:2      | Keflavík ÍF     |
| 19.06.2025 | ÍBV Vestmannaeyjar | 0:1      | Valur Reykjavík |
| 19.06.2025 | UMF Afturelding    | 0:1      | Fram Reykjavík  |

## Halbfinale
| Datum      |                 | Ergebnis              |                |
| ---------- | --------------- | --------------------- | -------------- |
| 01.07.2025 | Valur Reykjavík | 3:1                   | UMF Stjarnan   |
| 12.07.2025 | ÍF Vestri       | 0:0 n. V. (5:3 i. E.) | Fram Reykjavík |

## Finale
| Paarung | Valur Reykjavík – ÍF Vestri |
| Datum   | 22. August 2025             |
| Stadion | Laugardalsvöllur, Reykjavík |